# Поток Стрельца
Поток Стрельца (англ. Sagittarius Stream) — сложная протяжённая структура, состоящая из звёзд и обращающаяся вокруг Млечного Пути по практически полярной орбите. В состав потока входят звёзды, вследствие приливного воздействия Млечного Пути оторванные от карликовой эллиптической галактики в Стрельце, находящейся в процессе слияния с галактикой Млечный Путь в течение миллиардов лет.

## Открытие
Предположение о наличии данного звёздного потока высказал в 1995 году Дональд Линден-Белл после анализа распределения шаровых скоплений в Млечном Пути. В целом структура была обнаружена Ньюбергом и др. (2002) и Майевски и др. (2003) по данным обзоров 2MASS и SDSS. В 2006 году Белокуров и коллеги обнаружили, что поток Стрельца обладает двумя ветвями.

## Связь со спиральной структурой
Разрушение крупной звёздной структуры, вторгшейся внутрь Млечного Пути в недавнем прошлом, могло создать колебания, аналогичные звуковым волнам в рамках спиральной структуры. Влияние таких колебаний наблюдается в виде чередующихся по вертикали слоёв с большей и меньшей концентрацией звёзд. В настоящее время поток Стрельца ориентирован относительно данных слоёв таким образом, что  карликовая эллиптическая галактика в Стрельце является наиболее вероятным его прародителем.